# باشگاه والیبال تراکتورسازی تبریز
تیم والیبال تراکتورسازی تبریز یک باشگاه والیبال است که در تبریز، استان آذربایجان شرقی و با حمایت کارخانه تراکتورسازی تبریز بنیانگذاری شده‌است. این تیم، هم اکنون، در لیگ دسنه اول والیبال ایران بازی می‌کند.